# المحكمة الدائمة للعدل الدولي

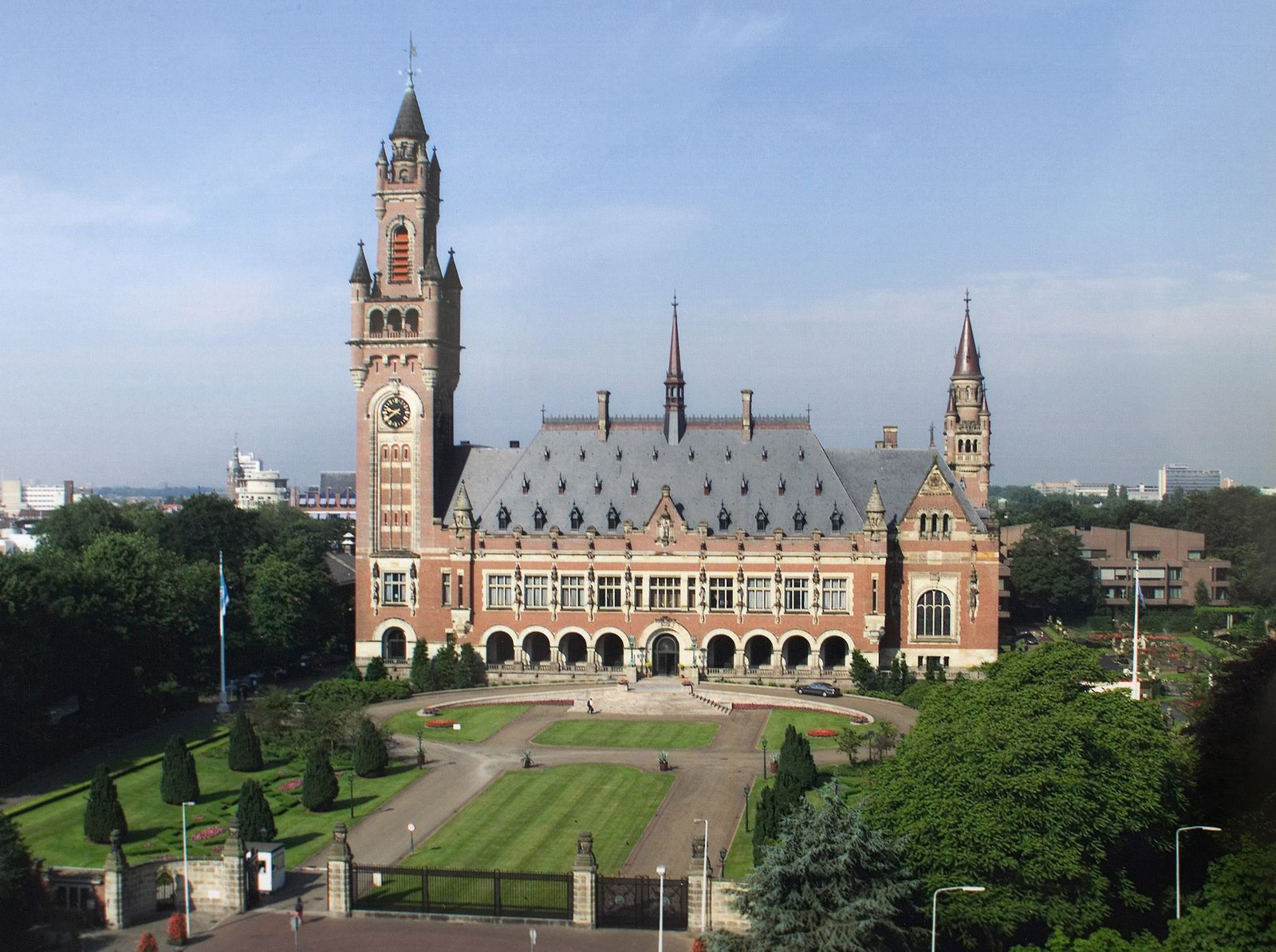
قصر السلام في لاهاي مقر المحكمة الدائمة للعدل الدولية

كانت محكمة العدل الدولية الدائمة، التي غالبًا ما تسمى المحكمة العالمية، موجودة من عام 1922 إلى عام 1946. كانت محكمة دولية ملحقة بعصبة الأمم. أنشئت في عام 1920، لقيت المحكمة في البداية ترحيبًا جيدًا من الدول والأكاديميين على حد سواء، مع تقديم العديد من القضايا إليها خلال العقد الأول من عملها.
تعدّ المحكمة الدائمة للعدل الدولي الصورة الأولى للقضاء الدولي الدائم حيث ارتبطت المحكمة بنشأة المحكمة بقيام عصبة الأمم عام 1919، عندما نصت المادة 14 من عهد عصبة الأمم على تكليف مجلسها بإعداد مشروع محكمة دائمة للعدل الدولي، وبالفعل دعا مجلس العصبة لجنة استشارية للمتشرعين لإعداد مشروع نظام المحكمة، الذي عُرض على المجلس ثم على الجمعية العامة التي وافقت عليه بقرار في 3 ديسمبر من عام 1920. وقد أصبح النظام الأساسي للمحكمة الدائمة للعدل الدولي سارياً في 16 ديسمبر 1920، وذلك بعد التصديق عليه من أغلبية الدول الأعضاء في المنظمة.
أصدرت منذ سنة 1922 حتى سنة 1940 (31) حكماً قضائياً في ما مجموعه 29 قضية وقدمت 27 رأيًا استشاريًا منفصلاً (فتوى)، وكل هذه الآراء الإفتائية كانت بنائاً على طلب من مجلس العصبة. مع تصاعد التوتر الدولي في الثلاثينيات، أصبح استخدام المحكمة أقل. توقف نشاط المحكمة بعد اندلاع الحرب العالمية الثانية واحتلال الألمان لهولندا حيث نُقل مقر المحكمة خلال الحرب إلى مدينة جنيف في سويسرا، وبموجب قرار من عصبة الأمم في 18 أبريل 1946، لم يعد يوجد كل من المحكمة والعصبة واستعيض عنهما بمحكمة العدل الدولية والأمم المتحدة.
يأتي الاختصاص الإلزامي للمحكمة من ثلاثة مصادر: البند الاختياري لعصبة الأمم، والاتفاقيات الدولية العامة والمعاهدات الدولية الثنائية الخاصة. يمكن أيضًا للدول تقديم القضايا مباشرة، لكنها ليست ملزمة بتقديم المواد ما لم تقع ضمن هذه الفئات الثلاث. يمكن للمحكمة أن تصدر أحكامًا أو فتاوى. كانت الأحكام ملزمة بشكل مباشر ولكنها ليست فتاوى. في الممارسة العملية، اتبعت الدول الأعضاء في عصبة الأمم الآراء الاستشارية على أي حال خوفًا من احتمال تقويض السلطة الأخلاقية والقانونية للمحكمة والعصبة.

## تاريخ

### البوادر
يعود اقترح إنشاء محكمة دولية إلى فترة طويلة، حيث اقترحها بيير دوبوا عام 1305  م وإيمريك كروسي عام 1623  م. ظهرت فكرة إنشاء محكمة عدل دولية في العالم السياسي في مؤتمر لاهاي الأول للسلام عام 1899  م، حيث أُعلن أن التحكيم بين الدول هو الحل الأسهل للنزاعات، وتوفير هيئة مؤقتة من القضاة للتحكيم في مثل هذه القضايا، فكانت محكمة التحكيم الدائمة (PCA) أول مؤسسة دائمة تأسست لغرض تسوية النزاعات الدولية. شارك في المؤتمر، بمبادرة من القيصر الروسي نيكولاس الثاني، جميع القوى الكبرى في العالم، بالإضافة إلى العديد من الدول الأصغر، وأسفر عن أولى المعاهدات متعددة الأطراف المعنية بإدارة الحرب. ومن بين هذه الاتفاقيات اتفاقية التسوية السلمية للمنازعات الدولية، التي حددت الإطار المؤسسي والإجرائي لإجراءات التحكيم، والتي عقدت في لاهاي بهولندا. على الرغم من أن الإجراءات ستدعم من قبل مكتب دائم - تكون وظائفه معادلة لوظائف السكرتارية أو سجل المحكمة - سيُعين المحكمين من قبل الدول المتنازعة من مجموعة أكبر يوفرها كل عضو في الاتفاقية. تأسست محكمة التحكيم الدائمة في عام 1900  م وبدأت إجراءاتها في عام 1902  م.
في مؤتمر لاهاي الثاني للسلام في عام 1907  م، والذي ضم معظم الدول ذات السيادة في العالم، بمراجعة الاتفاقية وتعزيز القواعد التي تحكم إجراءات التحكيم أمام محكمة التحكيم الدائمة. خلال هذا المؤتمر، قدمت الولايات المتحدة وبريطانيا العظمى وألمانيا اقتراحًا مشتركًا لمحكمة دائمة يعمل قضاتها بدوام كامل. تمت صياغة مشروع اتفاقية لمحكمة دائمة للعدالة التحكيمية على الرغم من النزاعات والأعمال الملحة الأخرى في المؤتمر ونظرًا لعدم تمكن المندوبين من الاتفاق على كيفية اختيار القضاة، فقد عُلق الأمر مؤقتًا في انتظار اتفاق يُعتمده في مؤتمر لاحق. أثرت مؤتمرات لاهاي للسلام والأفكار التي انبثقت عنها في إنشاء محكمة عدل أمريكا الوسطى، التي تأسست عام 1908  م كواحدة من أولى الهيئات القضائية الإقليمية. وضعت خطط ومقترحات مختلفة بين عامي 1911  م و1919 لإنشاء محكمة قضائية دولية، والتي لن تتحقق في تشكيل نظام دولي جديد بعد الحرب العالمية الأولى.

### التأسيس
كان من الواضح لعدة أكاديميين أن اندلاع الحرب العالمية الأولى، وعلى وجه الخصوص، ما ترتب عنها، استدعى الحاجة إلى نوع من المحكمة العالمية، وكان من المتوقع على أن تُؤسس واحدة. كما أدى إراقة الدماء غير المسبوقة في الحرب العالمية الأولى إلى إنشاء عصبة الأمم، التي أنشأها مؤتمر باريس للسلام عام 1919  م كأول منظمة حكومية دولية عالمية تهدف إلى الحفاظ على السلام والأمن الجماعي. دعت المادة 14 من ميثاق عصبة الأمم إلى دراسة إنشاء محكمة دولية، والتي ستكون مسؤولة عن الفصل في أي نزاع دولي يُقدم إليها من قبل الأطراف المتنازعة، بالإضافة إلى تقديم رأي استشاري بشأن أي نزاع أو سؤال مشار إليه لها من قبل عصبة الأمم. في يونيو 1920  م، وضعت لجنة استشارية من الحقوقيين عينتها عصبة الأمم أخيرًا مبادئ توجيهية عملية لتعيين القضاة، ثم فُوضت اللجنة بعد ذلك بصياغة دستور لمحكمة دائمة ليس للتحكيم ولكن للعدالة. قُبل النظام الأساسي للمحكمة الدائمة للعدالة الدولية في جنيف في 13 ديسمبر 1920.
في كانون الأول / ديسمبر 1920  م، وبعد عدة مسودات ومناقشات، تبنى مؤتمر العصبة بالإجماع النظام الأساسي للجنة الدائمة، والذي تم التوقيع والمصادقة عليه في العام التالي من قبل غالبية الأعضاء. من بين أمور أخرى، حل النظام الأساسي الجديد القضايا الخلافية المتعلقة باختيار القضاة من خلال النص على أن ينتخب القضاة من قبل كل من المجلس والجمعية العامة بشكل متزامن ولكن بشكل مستقل. سيعكس تكوين المحكمة الدائمة للعدل الدولي «الأشكال الرئيسية للحضارة والنظم القانونية الرئيسية في العالم». وضعت المحكمة الدائمة للعدل الدولي بشكل دائم في قصر السلام في لاهاي، إلى جانب محكمة التحكيم الدائمة.
تمثل المحكمة الدائمة للعدل الدولي ابتكارًا رئيسيًا في الفقه الدولي بعدة طرق:
- على عكس هيئات التحكيم الدولية السابقة، كانت هيئة دائمة تحكمها أحكامها القانونية وقواعدها الإجرائية
- كان لديها سجل دائم يعمل كحلقة وصل مع الحكومات والهيئات الدولية؛
- كانت إجراءاتها علنية إلى حد كبير، بما في ذلك المرافعات والحجج الشفوية وجميع الأدلة الوثائقية؛
- كانت في متناول جميع الدول ويمكن أن تعلن من قبل الدول أن لديها ولاية قضائية إلزامية على النزاعات؛
- كانت النظام الأساسي المحكمة الدائمة للعدل الدولي أول من سرد مصادر القانون التي يمكن الاعتماد عليها، والتي بدورها أصبحت مصادر القانون الدولي
- كان القضاة أكثر تمثيلاً للعالم وأنظمته القانونية من أي هيئة قضائية دولية سابقة.
- بصفتها هيئة دائمة، ستتخذ محكمة العدل الدولية، بمرور الوقت، سلسلة من القرارات والأحكام التي من شأنها تطوير القانون الدولي

على عكس محكمة العدل الدولية، لم تكن المحكمة الدائمة للعدل الدولي جزءًا من العصبة، ولم يكن أعضاء العصبة تلقائيًا طرفًا في نظامها الأساسي. الولايات المتحدة، التي لعبت دورًا رئيسيًا في كل من مؤتمر لاهاي الثاني للسلام ومؤتمر باريس للسلام، لم تكن عضوًا في العصبة، على الرغم من أن العديد من مواطنيها عملوا كقضاة في المحكمة.

### السنوات الأولى
انعقدت المحكمة لأول مرة في 30 يناير 1922، في قصر السلام، لاهاي، وغطت الأعمال التمهيدية خلال الجلسة الأولى (مثل وضع الإجراءات وتعيين الضباط) جلس تسعة قضاة، إلى جانب ثلاثة نواب، لم يتمكن أنطونيو سانشيز دي بوستامانتي إي سيرفين، روي باربوزا ووانغ تشونغ هوي من الحضور، وكان آخرها في مؤتمر واشنطن البحري. انتخبت المحكمة برنارد لودر رئيسًا وماكس هوبر نائبًا للرئيس؛ استبدل هوبر بأندريه فايس بعد شهر. وفي 14 فبراير/ شباط، افتُتحت المحكمة رسمياً، ووضعت لائحة الإجراءات في 24 مارس/ آذار، عندما أنهت المحكمة جلستها الأولى. انعقدت المحكمة لأول مرة للبت في القضايا في 15 يونيو. أصدرت المحكمة، خلال السنة الأولى من عملها، ثلاث فتاوى، تتعلق جميعها بمنظمة العمل الدولية المنشأة بموجب معاهدة فرساي.
كان رد الفعل الأولي للسياسيين والمحامين الممارسين والأكاديميين على حد سواء من المحكمة جيدًا. صرح إرنست بولوك، المدعي العام السابق لإنجلترا وويلز، «ألا يمكننا كمحامين اعتبار إنشاء محكمة عدل دولية تقدمًا في العلم الذي نسعى إليه؟» وصرح جون هنري ويجمور إن إنشاء المحكمة «كان ينبغي أن يمنح كل محام إثارة الاهتزاز الكوني»، وكتب جيمس براون سكوت أن «الحلم الوحيد لعصورنا قد تحقق في زمننا». كان هناك الكثير من الثناء على تعيين قاضٍ أمريكي على الرغم من حقيقة أن الولايات المتحدة لم تصبح من الدول الموقعة على بروتوكول المحكمة، وكان يُعتقد أنها ستفعل ذلك قريبًا.

### زيادة العمل

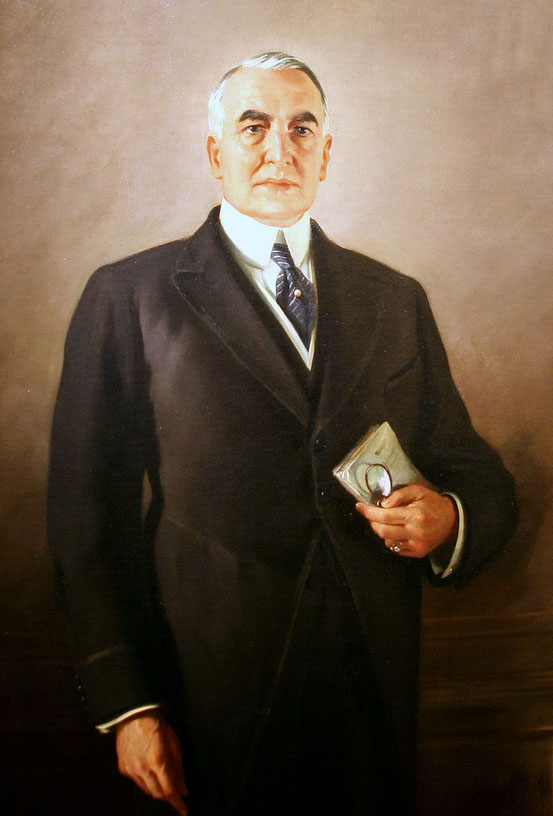
الرئيس الأمريكي وارن ج. هاردينغ، الذي اقترح التدخل الأمريكي لأول مرة. طالبت الولايات المتحدة باستخدام حق النقض، لكنها لم تنضم إليه أبدًا.

واجهت المحكمة عملًا متزايدًا مع استمرارها، مما أدى إلى تهدئة مخاوف هؤلاء المعلقين الذين اعتقدوا أن المحكمة ستصبح مثل المحكمة العليا للولايات المتحدة، التي لم تُعرض على قضية لفتراتها الست الأولى. نظرت المحكمة في تسع قضايا خلال عامي 1922 و1923، مع أحكام تسمى «قضايا» وفتاوى تسمى «أسئلة». فُصل في ثلاث قضايا خلال الجلسة الأولى للمحكمة، واحدة خلال جلسة استثنائية بين 8 يناير و7 فبراير 1923 (قضية الجنسية التونسية المغربية)، وأربع قضايا خلال الجلسة العادية الثانية بين 15 يونيو 1923 و15 سبتمبر 1923 (سؤال كاريليا الشرقية، قضية ويمبلدون، سؤال المستوطنين الألمان، مسألة الحصول على الجنسية البولندية) وواحدة خلال جلسة استثنائية ثانية من 12 نوفمبر إلى 6 ديسمبر 1923 (سؤال جاورزنيا). عُثر أيضًا على بديل لـ روي باربوسا (الذي توفي في 1 مارس 1923 دون سماع أي قضايا)، وذلك بانتخاب إبيتاسيو بيسوا في 10 سبتمبر 1923. نقص عبء العمل في العام التالي، حيث اشتمل على حكمين وفتوى واحدة؛ وهي قضية امتيازات مافروماتيس فلسطين، وتفسير قضية معاهدة نويي (القضية الأولى لغرفة الإجراءات الموجزة للمحكمة) ومسألة دير سان نعوم. خلال العام نفسه، انتخب رئيس ونائب رئيس جديدين، حيث كلفا بالخدمة لمدة ثلاث سنوات. في انتخابات 4 سبتمبر 1924، نتخب أندريه فايس مرة أخرى نائبًا للرئيس وأصبح ماكس هوبر ثاني رئيس للمحكمة. أُنشأت المعاشات القضائية في نفس الوقت، مع منح القاضي 1/30 من أجره السنوي عن كل عام عمل فيه بمجرد تقاعده وبلغ 65 عامًا.
كان عام 1925  م عامًا مزدحمًا للغاية بالنسبة للمحكمة، التي استغرقت 210 يومًا، حيث عقدت أربع جلسات استثنائية بالإضافة إلى الجلسة العادية، وأصدرت 3 أحكام و4 آراء استشارية. صدر الحكم الأول في قضية تبادل السكان اليونانيين والأتراك، وكان الثاني (من قبل محكمة الإجراءات الموجزة) بشأن تفسير تفسير معاهدة نويي، والثالث في قضية امتيازات مافروماتيس في فلسطين. كانت الآراء الاستشارية الأربعة الصادرة عن المحكمة في قضية دائرة البريد البولندية في دانزيج، ومسألة طرد البطريرك المسكوني، ومسألة معاهدة لوزان، ومسألة المصالح الألمانية في سيليزيا العليا البولندية. شهد عام 1926  م تقليص حجم الأعمال بدورة عادية واحدة ودورة استثنائية واحدة؛ ومع ذلك، كانت هذه هي السنة الأولى التي حضر فيها جميع القضاة الأحد عشر للنظر في القضايا. استمعت المحكمة في قضيتين حكم واحد ورأي استشاري. سؤال ثانٍ حول المصالح الألمانية في سيليزيا العليا البولندية، وهذه المرة حكم وليس رأي استشاري، ورأي استشاري بشأن منظمة العمل الدولية.
على الرغم من تقليص العمل في عام 1926  م، كان عام 1927  م عامًا مزدحمًا آخر، حيث عقدت المحكمة جلستها باستمرار من 15 يونيو إلى 16 ديسمبر، حيث أصدرت 4 أوامر و4 أحكام وفتوى واحدة. كانت الأحكام في قضية بلجيكا - الصين، والقضية المتعلقة بالمصنع في تشورزو، وقضية لوتس واستمرار قضية امتيازات مافروماتيس القدس. 3 من الآراء الاستشارية بشأن اختصاص المفوضية الأوروبية بشأن نهر الدانوب، والرابعة بشأن اختصاص محاكم دانزيغ. كانت الطلبات الأربعة على المصالح الألمانية في سيليزيا العليا البولندية. شهد هذا العام مجموعة أخرى من الانتخابات. في 6 ديسمبر، مع انتخاب ديونيسيو أنزيلوتي رئيسًا وانتخاب أندريه فايس نائبًا للرئيس. توفي فايس في العام التالي، واستقال جون باسيت مور؛ انتُخب ماكس هوبر نائبًا للرئيس في 12 سبتمبر 1928 ليخلف فايس، حين أن الوفاة الثانية (اللورد فينلي) تركت المحكمة تعاني من نقص متزايد في الموظفين. انتخب بديلين لمور وفينلي في 19 سبتمبر 1929؛ هنري فروماجوت وسيسيل هيرست على التوالي.
بعد الجولة الثانية من الانتخابات في سبتمبر 1930، أعيد تنظيم المحكمة. في 16 يناير 1931، عُين مينيتشيرو أداتشي رئيسًا، وجوستافو غيريرو نائبًا للرئيس.

### الولايات المتحدة لم تنضم أبدا
لعبت الولايات المتحدة دورًا رئيسيًا في إنشاء المحكمة العالمية لكنها لم تنضم إليها أبدًا. أيد كل من الرؤساء ويلسون وهاردينج وكوليدج وهوفر وروزفلت العضوية، لكنه كان من المستحيل الحصول على أغلبية 2/3 في مجلس الشيوخ من أجل المعاهدة.
لم تنضم الولايات المتحدة أبدًا إلى المحكمة العالمية، وذلك أساسًا لأن أعداء عصبة الأمم في مجلس الشيوخ جادلوا بأن المحكمة مرتبطة ارتباطًا وثيقًا بعصبة الأمم. وكان الخصم الرئيسي هو السناتور ويليام بورا، الجمهوري عن ولاية أيداهو. اعترفت الولايات المتحدة أخيرًا باختصاص المحكمة، بعد عملية طويلة وطويلة الأمد. اقترح الرئيس وارن ج.هاردينغ لأول مرة إلتزام الولايات المتحدة في عام 1923  م، وفي 9 ديسمبر 1929، وُقع على ثلاثة بروتوكولات قضائية. وطالبت الولايات المتحدة باستخدام حق النقض (الفيتو) على القضايا المتعلقة بالولايات المتحدة لكن الدول الأخرى رفضت الفكرة.
لم يخاطر الرئيس فرانكلين روزفلت برأسماله السياسي ولم يقدم سوى الدعم السلبي على الرغم من الحاجة إلى موافقة ثلثي مجلس الشيوخ. تدفق وابل من البرقيات على الكونغرس، مستوحاة من الهجمات التي شنها تشارلز كوغلين وآخرون. فشلت المعاهدة بسبعة أصوات في 29 يناير 1935.
قبلت الولايات المتحدة أخيرًا اختصاص المحكمة في 28 ديسمبر 1935، لكن لم يصادق على المعاهدة مطلقًا، ولم تنضم الولايات المتحدة أبدًا. يعزو فرانسيس بويل الفشل إلى عنصر انعزالي قوي في مجلس الشيوخ الأمريكي، بحجة أن عدم الفعالية التي أظهرها عدم مشاركة الولايات المتحدة في المحكمة والمؤسسات الدولية الأخرى يمكن ربطها ببداية الحرب العالمية الثانية.

### تنامي التوتر الدولي
كان عام 1933  م عامًا حافلًا بالمهام بالنسبة للمحكمة، التي فصلت قضيتها العشرين (و «أكبر انتصار»)؛ قضية شرق جرينلاند. تميزت هذه الفترة بالتوتر الدولي المتزايد، مع إعلان اليابان وألمانيا انسحابهما من عصبة الأمم، ليصبح ساري المفعول في عام 1935  م. لم يؤثر ذلك بشكل مباشر على المحكمة، حيث صودق على البروتوكول الذي يقبل اختصاص المحكمة بشكل منفصل، لكنه أثر على إستعداد الدولة لرفع قضية أمامها، كما يتضح من انسحاب ألمانيا من قضيتين معلقتين. 1934، وهو العام الثالث عشر للمحكمة، «كان يتماشى مع التقاليد المرتبطة بهذا العدد»، مع عدد قليل من القضايا منذ أن كانت حكومات العالم أكثر اهتمامًا بالتوتر الدولي المتزايد. استمرت أعمال المحكمة قليلة في 1935، 1936، 1937، 1938، و1939 على الرغم من أن عام 1937  م تميز بقبول موناكو لبروتوكول المحكمة. كان الناتج القضائي للمحكمة في عام 1940  م يتألف بالكامل من مجموعة أوامر، اكتملت في اجتماع بين 19 و26 فبراير، بسبب الوضع الدولي، ترك للمحكمة «آفاق غير مؤكدة للمستقبل». في أعقاب الغزو الألماني لهولندا، لم تتمكن المحكمة من الاجتماع على الرغم من منح المسجل والرئيس حصانة دبلوماسية كاملة. في 16 يوليو غادر الرئيس والمسجل هولندا بعدما علما أن الوضع صار غير متسامح بعد مغادرة البعثات الدبلوماسية من الدول الأخرى لاهاي وانتقلوا إلى سويسرا برفقة موظفيهم.
منذ جلستها الأولى في عام 1922  م حتى عام 1940  م، تعاملت اللجنة مع 29 نزاعًا بين الدول وأصدرت 27 رأيًا استشاريًا. وقد انعكس قبول المحكمة الواسع النطاق من خلال حقيقة أن عدة مئات من المعاهدات والاتفاقات الدولية منحت المحكمة الولاية القضائية على فئات معينة من النزاعات. بالإضافة إلى المساعدة في حل العديد من النزاعات الدولية الخطيرة، ساعدت اللجنة في توضيح العديد من نقاط الغموض في القانون الدولي التي ساهمت في تطويره.

### حل المحكمة
بعد ذروة نشاطها في عام 1933  م، بدأت المحكمة الدائمة للعدل الدولي في التقهقر في أنشطتها بسبب التوتر الدولي المتزايد والانعزالية التي ميزت تلك الحقبة. لم تتمكن المحكمة من الاجتماع بين عامي 1941 و1944، لكن إطار العمل ظل كما هو، وسرعان ما أصبح من الواضح أن المحكمة ستحل. وضعت الحرب العالمية الثانية حداً فعلياً للمحكمة، التي عقدت آخر جلسة علنية لها في ديسمبر 1939 وأصدرت أوامرها الأخيرة في فبراير 1940. في عام 1942  م، أعلنت الولايات المتحدة والمملكة المتحدة دعمهما المشترك لإنشاء أو إعادة إنشاء محكمة دولية بعد الحرب، في عام 1943  م، اجتمعت لجنة دولية للنظر في «مسألة محكمة العدل الدولية الدائمة»،
وفي عام 1943  م، ترأست المملكة المتحدة لجنة من القانونيين من جميع أنحاء العالم، «لجنة الحلفاء»، لمناقشة المادة. أوصى تقريرها ل عام 1944  م بما يلي:
- يجب أن يستند النظام الأساسي لأي محكمة دولية جديدة إلى النظام الأساسي لمحكمة العدل الدولية في فلسطين.
- يجب أن تحتفظ المحكمة الجديدة بولاية استشارية؛
- يجب أن يكون قبول اختصاص المحكمة الجديدة طوعياً؛
- يجب أن تتعامل المحكمة فقط مع الأمور القضائية وليس السياسية

بعد عدة أشهر، أصدر مؤتمر لقوى الحلفاء الكبرى - الصين، والاتحاد السوفيتي، والمملكة المتحدة، والولايات المتحدة - إعلانًا مشتركًا يعترف بضرورة «إنشاء منظمة دولية عامة في أقرب وقت ممكن عمليًا، على أساس مبدأ المساواة في السيادة بين جميع الدول المحبة للسلام، ومفتوحة لعضوية جميع هذه الدول، كبيرها وصغيرها، لصون السلم والأمن الدوليين».
بين 21 آب / أغسطس و7 تشرين الأول / أكتوبر 1944، عُقد مؤتمر دومبارتون أوكس، الذي أنشأ، من بين أمور أخرى، محكمة دولية ملحقة بالأمم المتحدة لتحل محل محكمة العدل الدولية الدائمة. نتيجة لهذه المؤتمرات وغيرها، استقال قضاة المحكمة الدائمة للعدالة الدولية رسميًا في أكتوبر 1945، وبموجب قرار من عصبة الأمم في 18 أبريل 1946، لم يعد هناك وجود للمحكمة والعصبة، واستبدلا بكل من محكمة العدل الدولية والأمم المتحدة.
نشر مؤتمر الحلفاء التالي في دمبارتون أوكس بالولايات المتحدة مقترحًا في أكتوبر 1944 دعا إلى إنشاء منظمة حكومية دولية تضم محكمة دولية. عُقد اجتماع بعد ذلك في واشنطن العاصمة في أبريل 1945، شارك فيه 44 من فقهاء القانون من جميع أنحاء العالم لصياغة قانون للمحكمة المقترحة. كان مشروع النظام الأساسي مشابهًا إلى حد كبير لمشروع محكمة العدل الدولية، وكان هناك تساؤل حول ما إذا كان ينبغي إنشاء محكمة جديدة. خلال مؤتمر سان فرانسيسكو، الذي انعقد في الفترة من 25 أبريل إلى 26 يونيو 1945 وشارك فيه 50 دولة، تقرر إنشاء محكمة جديدة تمامًا كجهاز رئيسي للأمم المتحدة الجديدة. سيشكل النظام الأساسي لهذه المحكمة جزءًا لا يتجزأ من ميثاق الأمم المتحدة، الذي من أجل الحفاظ على الاستمرارية، نص صراحة على أن النظام الأساسي لمحكمة العدل الدولية يستند إلى النظام الأساسي لمحكمة العدل الدولية.
وبناءً على ذلك، اجتمع المحكمة الدائمة للعدل الدولي للمرة الأخيرة في أكتوبر 1945 وقرر نقل أرشيفه إلى خليفته، والذي سيحل محله في قصر السلام. استقال قضاة محكمة العدل الدولية في 31 كانون الثاني / يناير 1946، مع انتخاب أول أعضاء لمحكمة العدل الدولية في شباط / فبراير التالي في الدورة الأولى للجمعية العامة للأمم المتحدة ومجلس الأمن. في أبريل 1946، حُلت المحكمة الدائمة للعدل الدولي رسميًا، وانتخبت محكمة العدل الدولية، في اجتماعها الأول، رئيسًا خوسيه غوستافو غيريرو من السلفادور، والذي كان قد شغل منصب الرئيس الأخير للمحكمة الدائمة للعدل الدولي. كما عينت المحكمة أعضاء مكتبها، والذين ينتمون إلى حد كبير إلى مكتب المحكمة الدائمة للعدل الدولي، وعقدت جلسة عامة افتتاحية في وقت لاحق من ذلك الشهر.

## التنظيم

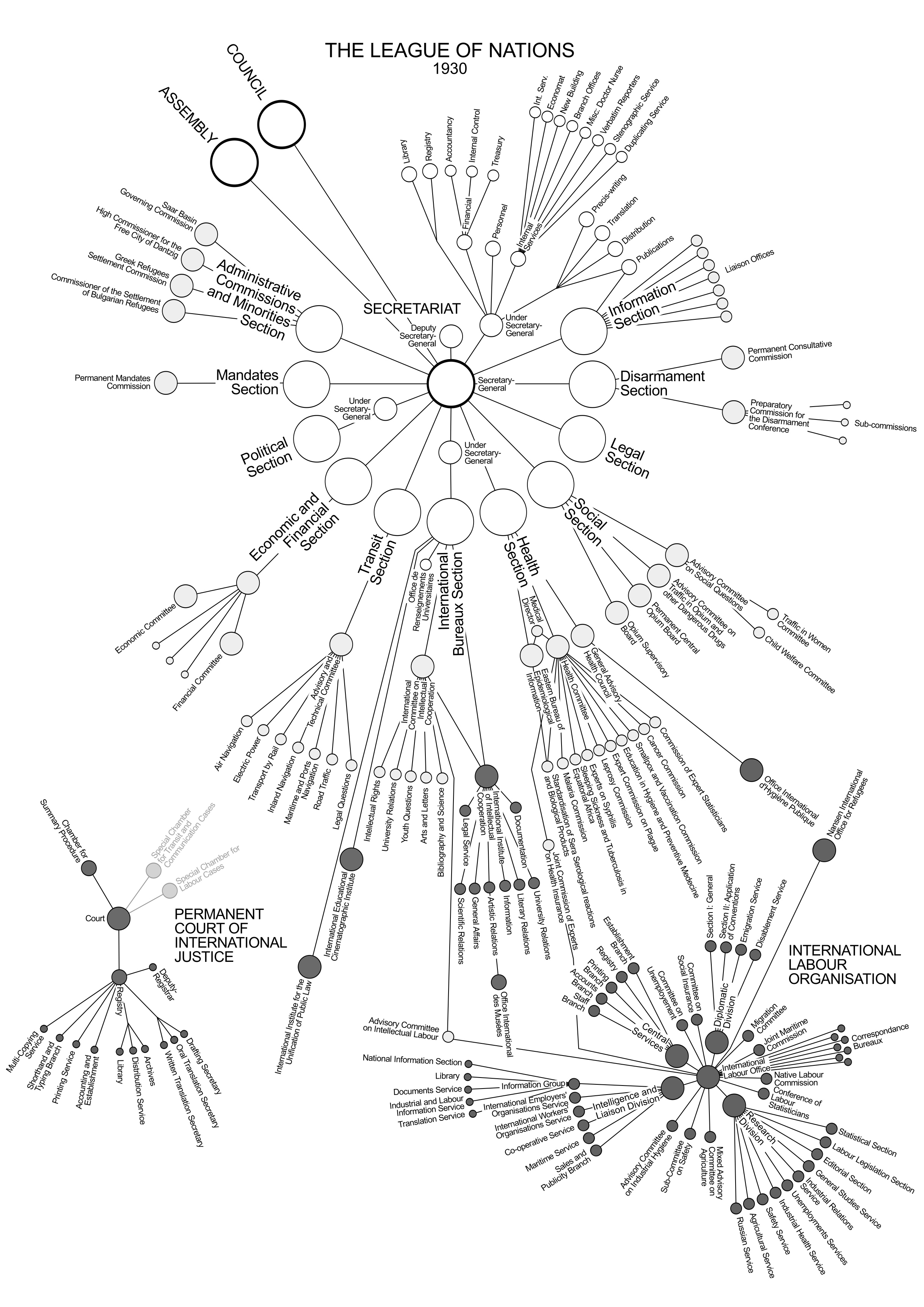
المحكمة الدائمة (في الأسفل يسارًا) في منظمة عصبة الأمم.

### القضاة

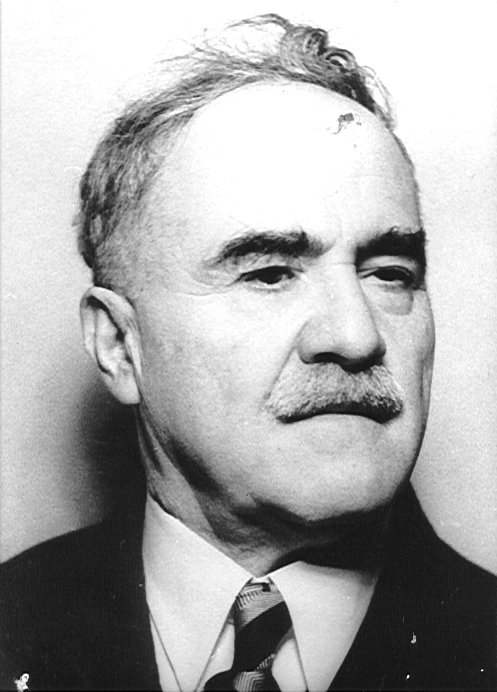
ماكس هوبر، النائب الأول للرئيس والرئيس الثاني للمحكمة الدائمة للعدل الدولي

تألفت المحكمة في البداية من 11 قاضياً و4 نواب قضاة، وضعتهم الدول الأعضاء في عصبة الأمم تحت وصايةالأمين العام لعصبة الأمم، الذي يعرضهم على المجلس والجمعية للانتخاب. كان على المجلس والجمعية أن يضعوا في اعتبارهم أن لجنة القضاة المنتخبين كان عليها أن تمثل كل التقاليد القانونية الرئيسية في العصبة، إلى جانب "كل حضارة كبرى". سُمح لكل دولة عضو التوصية بأربعة قضاة محتملين، بحد أقصى اثنين من دولتها. ينتخب القضاة بأغلبية الأصوات بشكل مستقل في المجلس والجمعية. يخدم القضاة لمدة تسع سنوات، وتنتهي فترة ولايتهم في نفس الوقت، مما يستلزم انتخاب مجموعة جديدة تمامًا. كان القضاة مستقلين وتخلصوا من جنسيتهم لأغراض النظر في القضايا، ولا يدينون بالولاء لأي دولة عضو، ولكن كان ممنوعًا أن يكون هناك أكثر من قاضٍ من نفس الإختصاص.مُنح القضاة حصانة دبلوماسية كاملة عند مشاركتهم في أعمال المحكمة دليلًا على استقلالهم عن الروابط الوطنية. كانت المتطلبات الوحيدة للقضاة هي «الشخصية الأخلاقية العالية»" و«المؤهلات المطلوبة في بلدانهم [لأعلى المناصب القضائية]" أو "فقهاء القانون المشهود لهم بالكفاءة في القانون الدولي"».
انتخبت اللجنة الأولى في 14 سبتمبر 1921،انتخب في الاقتراع الأول بأغلبية أصوات كل من المجلس والجمعية كل من رافائيل ألتاميرا إي كريفيا من إسبانيا، وديونيزيو أنزيلوتي من إيطاليا، وبرنارد لودر من هولندا، وروي باربوسا من البرازيل، ويوروزو أودا من اليابان، وأندريه فايس من فرنسا، وأنطونيو سانشيز دي بوستامانتي إي سيرفين من كوبا، واللورد فينلاي من المملكة المتحدة. وانتخب في الاقتراع الثاني كل من جون باسيت مور من الولايات المتحدة، وديدريك نيولم من الدنمارك وماكس هوبر من سويسرا. انتخب النواب الأربعة يوم 16 سبتمبر كل من وانغ تشونج هوي من الصين وديمتر نيغوليسكو من رومانيا ومايكلو يوفانوفيتش من يوغسلافيا. اختلفت الجمعية والمجلس بشأن النائب الرابع للقاضي، ولكن في النهاية عُين فريدريك بيتشمان من النرويج. كان نواب القضاة فقط بدلاء للقضاة الغائبين ولم يُمنحوا حق التصويت في تغيير إجراءات المحكمة أو المساهمة في أوقات أخرى. على هذا النحو، سُمح لهم بالعمل كمستشارين في القضايا الدولية حيث لم يكونوا قضاة.
في عام 1930  م، ارتفع عدد القضاة إلى 15، وأجريت مجموعة جديدة من الانتخابات. أجريت الانتخابات في 25 سبتمبر 1930، حيث حصل 14 مرشحًا على الأغلبية في الاقتراع الأول، بينما حصل فرانسيسكو خوسيه أوروتيا على الأغلبية في الثاني. وكانت المحكمة بكامل هيئتها أوروتيا، مينيشيرو أداتشي، رافاييل ألتميرا ي كريفيا، ديونيسيو أنزيلوتي، بوستامانتي، فيليم فان إيسينجا، هينري فروماجيوت، خوسيه غوستافو غيريرو، سيسيل هورست، إدوارد رولان-فرانك بيلينجز كيلوج، فرانك بيلينجز كيلوج، نيغوميسكو، ميتشا يان روستووروفسكي، والثر شوكينج ووانغ تشونغ هوي.
يتقاضى القضاة 15٬000 فلورين هولندي سنويًا، مع مصاريف يومية قدرها 50 فلورين لدفع نفقات المعيشة، و45000 فلورين إضافية للرئيس، الذي كان مطلوبًا منه العيش في لاهاي. كما وفرت نفقات السفر، و «بدل الواجب» قدره 100 فلورين أثناء جلسة المحكمة، مع 150 لنائب الرئيس. اقتصر بدل العمل هذا على 20٬000 فلورين سنويًا للقضاة و30000 فلورين لنائب الرئيس؛ على هذا النحو، نصت على 200 يوم من جلسات المحكمة، مع عدم تقديم بدل إذا عقدت المحكمة لفترة أطول. ولم يتلق نواب القضاة أي رواتب، ولكن عند استدعائهم للخدمة، يزودون بمصاريف السفر، و50 فلورين في اليوم لتغطية نفقات المعيشة و150 فلورين في اليوم كبدل الواجب.

### الإجراءات
بموجب ميثاق عصبة الأمم، اتفق جميع أعضاء العصبة على أنه إذا كان هناك نزاع بين الدول فإنهم «يعترفون بأنه مناسب للخضوع للتحكيم ولا يمكن تسويته بشكل مرضٍ عن طريق الدبلوماسية»، فسdرفع الأمر إلى المحكمة من أجل التحكيم، مع وجود نزاعات مناسبة تدور حول تفسير معاهدة دولية، ومسألة تتعلق بالقانون الدولي، وصحة الوقائع، التي، إذا كانت صحيحة، من شأنها أن تخرق الالتزامات الدولية وطبيعة أي تعويضات يتعين تقديمها لخرق الالتزامات الدولية. نص النظام الأساسي الأصلي للمحكمة على أنه كان مطلوبًا من جميع القضاة الأحد عشر حضور كل قضية. كانت هناك ثلاثة استثناءات: عند مراجعة بنود العمل من معاهدة سلام مثل معاهدة فرساي (التي أجرتها غرفة خاصة من 5 قضاة، يُعينون كل 3 سنوات)، عند مراجعة القضايا المتعلقة بالاتصالات أو النقل الناشئة عن معاهدة سلام (التي استخدمت إجراءً مماثلاً) وعند الاستماع إلى قضايا الإجراءات الموجزة، والتي راجعتها هيئة من 3 قضاة.
لمنع ظهور أي تحيز في تشكيل المحكمة، إذا كان هناك قاض من دولة عضو في اللجنة ولم تكن الدولة العضو الأخرى «ممثلة»، فلديهم القدرة على اختيار قاض خاص من جنسيتهم لسماع القضية. في جلسة استماع كاملة، زاد ذلك العدد إلى 12؛ في إحدى الغرف المكونة من 5 قضاة، حل القاضي الجديد محل إحدى الغرف الخمس الأصلية. هذا لا ينطبق على حالات الإجراءات المستعجلة. وكان من المتوقع لتلبية جميع متطلبات القاضي الطبيعي المخصص، اختارهم الدول الأعضاء،. كان لرئيس المحكمة السلطة التقديرية المطلقة بشأن تفويضه للجلوس. فوضت المحكمة لفتحها في 15 يونيو من كل عام وتستمر حتى الانتهاء من جميع القضايا، مع جلسات استثنائية إذا لزم الأمر؛ بحلول عام 1927  م، كانت هناك جلسات استثنائية أكثر من الدورات العادية. تجري أعمال المحكمة باللغتين الإنجليزية والفرنسية كلغات رسمية، وكانت الجلسات علنية ما لم يُنص على خلاف ذلك.
بعد استلام الملفات في قضية محسوبة على أنها تؤدي إلى إصدار حكم، يتبادل القضاة وجهات نظرهم بشكل غير رسمي بشأن النقاط القانونية البارزة في القضية، ثم تُحدد مهلة زمنية لإصدار الحكم. ثم يكتب كل قاضٍ ملخصًا مجهولاً يتضمن رأيه؛ تُعمم الآراء على المحكمة لمدة يومين أو ثلاثة أيام قبل أن يصوغ الرئيس حكمًا يحتوي على ملخص لتلك الملخصات الفردية للقضاة. وستوافق المحكمة بعد ذلك على القرار الذي يرغبون في التوصل إليه، إلى جانب نقاط الحجة الرئيسية التي يرغبون في استخدامها. وبمجرد الانتهاء من ذلك، تقوم لجنة مؤلفة من 4 قضاة، بما في ذلك الرئيس والمسجل وقاضيان منتخبان بالاقتراع السري، بصياغة حكم نهائي، ثم تصوت المحكمة بأكملهاعليه. بمجرد تحديد الحكم النهائي، يُسلم للجمهور والصحافة. كل حكم يحتوي على أسباب القرار وموافقة القضاة. سُمح للقضاة المخالفين بإصدار أحكامهم بأنفسهم، مع قراءة جميع الأحكام في جلسة علنية أمام وكلاء أطراف النزاع. لا يمكن مراجعة الأحكام إلا عند اكتشاف حقيقة غير معروفة عند انعقاد المحكمة ولكن ليس إذا كانت الحقيقة معروفة ولكن لم تُناقش بسبب الإهمال.
كما أصدرت المحكمة «فتاوى» نشأت عن المادة 14 من الميثاق المنشئ للمحكمة، والتي نصت على أنه «يجوز للمحكمة أيضًا أن تعطي رأيًا استشاريًا في أي نزاع يحال إليها من قبل المجلس أو الجمعية». يفسر غودريتش ذلك على أنه يشير إلى أن واضعي الصياغة يقصدون أن تكون للمحكمة صفة استشارية بحتة، وليست سلطة ملزمة. أفاد مانلي أوتمر هدسون (الذي كان قاضياً) إن الرأي الاستشاري «هو ما يُزعم أن يكون. إنه استشاري. إنه ليس بأي حال من الأحوال حكمًا... ومن ثم فهو ليس ملزمًا بأي شكل من الأشكال لأي دولة»، لكن تشارلز دي فيشر قال إنه في حالات معينة، يمكن أن يكون الرأي الاستشاري ملزمًا لمجلس عصبة الأمم، وبموجب بعض بعض الدول؛ وافق إم. بوليتيس، قائلاً إن آراء المحكمة الاستشارية تعادل حكمًا ملزمًا. في عام 1927  م، عينت المحكمة لجنة للنظر في هذه المسألة، وذكرت أنه «في حالة وجود أطراف متنازعة، يكون الفرق بين القضايا الخلافية والاستشارية اسميًا فقط... وبالتالي فإن الرأي القائل بأن الفتاوى ليست ملزمة هي نظرية أكثر من كونها حقيقية». من الناحية العملية، كان عادةً تُتبع الآراء الاستشارية، ويرجع ذلك في الغالب إلى الخوف من أنه إذا لم تُتبع قرارات المحكمة الدولية «الثورية»، فإنها ستقوض سلطتها. احتفظت المحكمة بالسلطة التقديرية لتجنب إعطاء رأي استشاري، الذي استخدمته في بعض الأحيان.

### مكتب التسجيل
وبخلاف القضاة، ضمت المحكمة أيضًا مسجلاً وأمانته ومكتب تسجيل المحكمة. عندما اجتمعت المحكمة في جلستها الأولى، التي افتتحت في 30 يناير 1922 للسماح بإنشاء الإجراءات وتعيين مسؤولي المحكمة، أصدر الأمين العام لعصبة الأمم قرارًا طارئًا من خلال الجمعية، والذي عين مسؤولًا من العصبة وموظفيه مسجلًا ومكتبًا للتسجل على التوالي، وكان المسجل الأول شك همرشولد. كُلف المسجل، المطالب الإقامة في لاهاي، في البداية بوضع خطة لإنشاء أمانة عامة تتسم بالكفاءة، باستخدام أقل عدد ممكن من الموظفين وبتكلفة قليلة قدر الإمكان. ونتيجة لذلك، قرر أن يكون كل عضو في الأمانة العامة رئيسًا لإدارة معينة، بحيث يمكن زيادة أو تقليل عدد الموظفين الفعليين حسب الضرورة دون التأثير على مكتب التسجيل الفعلي. في عام 1927  م، أُنشئ منصب نائب المسجل، وكُلف بمعالجة البحث القانوني للمحكمة والرد على جميع المراسلات الدبلوماسية التي يتلقاها مكتب التسجيل للمحكمة.
كان النائب الأول للمسجل بول روجر؛ بعد استقالته في 17 أغسطس 1928، اختير جوليو لوبيز أوليفان لخلافته. استقال أوليفان في عام 1931  م لتولي منصب المسجل من همرشولد، وحل محله جورستاد.
كان الموظفون الثلاثة الرئيسيون في مكتب التسجيل، بعد المسجل ونائب المسجل، هم أمناء التحرير الثلاثة. كلف سكرتير التحرير الأول، المعروف باسم أمين الصياغة، بمهمة صياغة منشورات المحكمة (بما في ذلك النشرة السرية، وهي وثيقة يتلقاها قضاة المحكمة حصريًا) والقسمان د وهـ من الجريدة الرسمية، بما في ذلك البنود التشريعية التي تمنح الاختصاص القضائي بشأن المحكمة والتقرير السنوي للمحكمة. سكرتير التحرير الثاني، المعروف باسم السكرتير الشفهي، كان مسؤولاً بشكل أساسي عن الترجمة الشفوية والترجمة لمناقشات المحكمة. بالنسبة لجلسات الاستماع العلنية، كان يساعده مترجمون فوريون، ولكن للاجتماعات الخاصة، يُقبل هو فقط والمسجل ونائب المسجل. ونتيجة لهذا الواجب، كُلف السكرتير الشفهي أيضًا بكتابة القسم ج من الجريدة الرسمية، والذي يتألف من التفسيرات الشفوية لمحاضر المحكمة، إلى جانب القضايا والأسئلة المطروحة على المحكمة. كُلف السكرتير الثالث، المعروف باسم السكرتير الكتابي، بمهمة الترجمات الكتابية لأعمال المحكمة، والتي كانت «متعددة وكبيرة». وساعده في ذلك أمناء آخرون ومترجمون للغات ليست لغته؛ كان من المتوقع أن يتحدث جميع الأمناء اللغة الإنجليزية والفرنسية بطلاقة وأن يكون لديهم معرفة عملية بالألمانية والإسبانية.
قُسم مكتب تسجيل المحكمة إلى عدة أقسام؛من قسم المحفوظات والمحاسبة والتأسيس وقسم الطباعة وقسم النسخ تضمن قسم المحفوظات خدمة توزيع وثائق المحكمة والنصوص القانونية التي تستخدمها المحكمة نفسها ووصفت بأنها من أصعب الإدارات من حيث التنظيم. تعاملت دائرة المحاسبة والتأسيس مع طلبات وتخصيص الميزانية السنوية للمحكمة، والتي وضعها المسجل، ووافقت عليها المحكمة، وقدمت إلى عصبة الأمم. أُنشاء قسم الطباعة، الذي يُشغل من مصنع طباعة واحد في ليدن، للسماح بتداول منشورات المحكمة. يتألف قسم النسخ من خدمات الاختزال والطباعة والنسخ، ويضم سكرتارية للمسجل والقضاة ومراسلي الطوارئ القادرين على تدوين الملاحظات الحرفية والنسخ؛ وهي أصغر الإدارات وتتألف من 12 إلى 40 موظفًا حسب عمل المحكمة.

### رؤساء المحكمة
| الاسم                 | الدولة    |           | الفترة        |
| --------------------- | --------- | --------- | ------------- |
| برنارد لورد           | هولندا    | هولندا    | 1921 – 1924 م |
| هانس ماكس هوبر        | سويسرا    | سويسرا    | 1925 – 1927 م |
| ديونيسيو أنزيلوتي     | إيطاليا   | إيطاليا   | 1928 – 1930 م |
| مينيتكيرو أداتكي      | اليابان   | اليابان   | 1931 – 1934 م |
| سيزيل هورست           | بريطانيا  | بريطانيا  | 1934 – 1936 م |
| جوزيه غوستافو غوريروه | السلفادور | السلفادور | 1936 – 1939 م |
| سيزيل هورست           | بريطانيا  | بريطانيا  | 1937 – 1945 م |

## القضايا

### قضايا
- قضية إس إس ويمبلدون 1923  م
- امتيازات مافروماتيس فلسطين 1924  م
- امتيازات مافروماتيس القدس 1925  م
- اهتمامات ألمانية معينة في سيليزيا العليا البولندية 1926  م
- مصنع في قضية خورزو عام 1927  م
- قضية لوتس 1927  م
- حقوق الأقليات في سيليزيا العليا (مدارس الأقليات) 1928  م
- المناطق الحرة في أعالي سافوي ومقاطعة جيكس (فرنسا ضد سويسرا)
- حالة القروض البرازيلية 1929  م
- حالة القروض الصربية 1929  م
- الإختصاص القضائي الإقليمي للجنة الدولية لنهر أودر قضية 1929  م
- الوضع القانوني للإقليم الجنوبي الشرقي لجرينلاند 1932  م
- قضية المنارات بين فرنسا واليونان 1934  م
- قضية بورشغريف
- قضية أوسكار تشين 1934  م
- مدارس الأقليات في قضية ألبانيا عام 1935  م
- قضية لوسنجر 1936  م
- تحويل المياه من قضية ميوز 1937  م
- الفوسفات في المغرب حالة 1938  م
- قضية سكة حديد بانيفيزيس سالدوتيسكيس 1939  م
- شركة الكهرباء في صوفيا وبلغاريا قضية 1939  م
- الشركة التجارية البلجيكية Société Commerciale de Belgique 1939  م
- تفسير معاهدة نويي القضية 1924  م

### إنذارات
- حالة سؤال كاريليا الشرقية 1923  م
- مراسيم الجنسية الصادرة في تونس والمغرب سنة 1923  م
- المستوطنون الألمان في بولندا 1923  م
- Jaworzina 1923  م
- دير القديس نعوم السؤال 1924  م
- تبادل سكان اليونان وتركيا سؤال 1925  م
- خدمة البريد البولندية في سؤال دانزيج عام 1925  م
- طرد المسألة البطريركية المسكونية
- مسألة معاهدة لوزان
- اختصاص منظمة العمل الدولية لتنظيم عرضي العمل الشخصي لصاحب العمل 1926  م
- اختصاص المفوضية الأوروبية لنهر الدانوب
- اختصاص محاكم قضية دانزيج 1928  م
- سؤال «المجتمعات» اليونانية البلغارية عام 1930  م
- تفسير الاتفاقية اليونانية التركية لعام 1928  م
- الوصول إلى مدارس الأقليات الألمانية في سيليزيا العليا 1931  م
- نظام الجمارك بين ألمانيا والنمسا سؤال 1931  م
- حركة السكك الحديدية بين ليتوانيا وبولندا سؤال 1931  م
- تفسير الاتفاقية اليونانية البلغارية لعام 1932  م
- المناطق الحرة في أعالي سافوي ومقاطعة جيكس 1932  م
- تفسير اتفاقية عام 1919  م بشأن عمل المرأة في الليل عام 1932  م

## الاختصاص القضائي
كان اختصاص المحكمة اختياريًا إلى حد كبير، ولكن كانت هناك بعض الحالات التي يكون فيها لها «اختصاص إلزامي»، وكان يُطلب من الدول إحالة القضايا إليها. جاء ذلك من ثلاثة مصادر: البند الاختياري لعصبة الأمم، والاتفاقيات الدولية العامة، و«المعاهدات الدولية الثنائية الخاصة». كان البند الاختياري عبارة عن بند ملحق ببروتوكول إنشاء المحكمة ويطلب من جميع الموقعين إحالة فئات معينة من النزاع إلى المحكمة، مع صدور أحكام إلزامية. كان هناك ما يقرب من 30 اتفاقية دولية كان للمحكمة بموجبها اختصاص مماثل، بما في ذلك معاهدة فرساي واتفاقية الملاحة الجوية ومعاهدة سان جيرمان وجميع الولايات التي وقعتها عصبة الأمم. وكان من المتوقع أيضا أن تُدرج بنود في المعاهدات الدولية الثنائية، من شأنها أن تسمح بإحالة المنازعات إلى المحكمة؛ التي حدثت، مع وجود مثل هذه الأحكام في المعاهدات بين تشيكوسلوفاكيا والنمسا، وبين تشيكوسلوفاكيا وبولندا.
وطوال فترة وجودها، وسعت المحكمة اختصاصها قدر الإمكان. بالمعنى الدقيق للكلمة، كان اختصاص المحكمة مختصًا فقط بالنزاعات بين الدول، لكنها قبلت بانتظام النزاعات التي كانت بين دولة وفرد إذا رفعت دولة ثانية قضية الفرد إلى المحكمة. وجادل بأن الدولة الثانية أكدت حقوقها، وبالتالي أصبحت القضايا واحدة بين دولتين.
الشرط القائل بأن المحكمة معنية بالنزاعات التي لا يمكن «تسويتها بشكل مرض عن طريق الدبلوماسية» لم يجعلها تتطلب أبدًا دليلًا على أن المناقشات الدبلوماسية قد جرت قبل رفع القضية. في قضايا القروض، أكد الإختصاص القضائي على الرغم من عدم وجود انتهاك مزعوم للقانون الدولي، ولا يمكن إثبات وجود أي عنصر دولي للمطالبة. وبررت المحكمة نفسها بالقول إن ميثاق عصبة الأمم يسمح لها بأن تكون لها ولاية قضائية في القضايا على «وجود أي حقيقة، إذا ثبتت، من شأنها أن تشكل انتهاكًا للالتزامات الدولية» ودفعت بأنه بما أن الحقيقة «من أي نوع»، كان لها اختصاص إذا كان النزاع يتعلق بقانون بلدي. لقد ثبت منذ فترة طويلة أن القانون المحلي يمكن اعتباره نقطة جانبية للنزاع حول القانون الدولي، لكن قضايا القروض ناقشت القانون المحلي دون تطبيق أي نقاط دولية.

## روابط خارجية
- محكمة العدل الدولية الدائمة (PCIJ) 1922-1946 الأحكام والفتاوى والأوامر بصيغة PDF
- قرارات المحكمة العالمية ذات الصلة بـ UNCLOS (2010) والمحتويات والفهارس
- نص قابل للبحث في الأحكام والفتاوى ووثائق PCIJ

### فهرس المراجع
1. ↑  "PCIJ on the ICJ website". مؤرشف من الأصل في 30 تشرين الأول 2020. اطلع عليه بتاريخ 17 كانون الثاني 2021. {{استشهاد ويب}}: تحقق من التاريخ في: |تاريخ الوصول= و|تاريخ أرشيف= (مساعدة)
2. ↑  Hudson 1922، صفحة 245
3. ↑  Scott، James Brown. "The Hague peace conferences of 1899 and 1907; a series of lectures delivered before the Johns Hopkins University in the year 1908". avalon.law.yale.edu. مؤرشف من الأصل في 2020-11-27. اطلع عليه بتاريخ 2019-05-02.
4. ↑  Scott 1920، صفحة 581
5. ↑  Hudson 1922، صفحة 246
6. ↑  Hudson 1922، صفحة 247
7. ↑  Scott 1920، صفحة 582
8. ↑  Text in League of Nations Treaty Series, vol. 6, pp. 380–413.
9. ↑  "History | International Court of Justice". www.icj-cij.org. مؤرشف من الأصل في 2 كانون الثاني 2021. اطلع عليه بتاريخ 2019-05-03. {{استشهاد ويب}}: تحقق من التاريخ في: |تاريخ أرشيف= (مساعدة)
10. ↑  Hudson (January 1923) p.15
11. ↑  Hudson 1925، صفحة 49
12. ↑  Hudson (January 1923) p.16
13. ↑  Hammarskjold 1923، صفحة 704
14. ↑  Hudson (January 1923) p.19
15. ↑  Hudson (January 1923) p.27
16. ↑  Hudson (January 1923) p.28
17. ↑  Hudson 1924، صفحة 1
18. ↑  Hudson 1924، صفحة 2
19. ↑  Hudson 1924، صفحة 33
20. ↑  Hudson 1925، صفحة 55
21. ↑  Hudson 1925، صفحة 48
22. ↑  Hudson 1925، صفحة 57
23. ↑  Hudson 1925، صفحة 58
24. ↑  Hudson 1926، صفحة 6
25. ↑  Hudson 1926، صفحة 19
26. ↑  Hudson 1927، صفحة 26
27. ↑  Hudson 1927، صفحة 27
28. ↑  Hudson 1927، صفحة 30
29. ↑  Hudson 1928، صفحة 1
30. ↑  Hudson 1928، صفحة 10
31. ↑  Hudson 1928، صفحة 21
32. ↑  Hudson 1928، صفحة 22
33. ↑  Hudson 1928، صفحة 26
34. ↑  Hudson 1929، صفحة 28
35. ↑  Hudson (Jan 1930) p.38
36. ↑  Hudson (Jan 1930) p.39
37. ↑  Hudson 1932، صفحة 1
38. ↑  David S. Patterson, "The United States and the origins of the world court." Political Science Quarterly 91.2 (1976): 279-295. online نسخة محفوظة 2 كانون الثاني 2021 على موقع واي باك مشين.
39. ↑  R.D. Accinelli, "Peace Through Law: The United States and the World Court, 1923-1935," Historical Papers / Communications historiques (1972) 7#1, 247–261. https://doi.org/10.7202/030751a نسخة محفوظة 26 أكتوبر 2020 على موقع واي باك مشين.
40. ↑  L. Ethan Ellis, Republican foreign policy, 1921–1933 (1968) pp 70–75.
41. ↑  Gilbert N. Kahn, "Presidential Passivity on a Nonsalient Issue: President Franklin D. Roosevelt and the 1935 World Court Fight." Diplomatic History 4.2 (1980): 137–160.
42. ↑  Michla Pomerance (1996). The United States and The World Court as a "Supreme Court of the Nations": Dreams, Illusions and Disillusion. Martinus Nijhoff Publishers. ص. 132–33. مؤرشف من الأصل في 2020-10-04.
43. ↑  "Signature and Ratification of the Protocol of the Permanent Court of International Justice (PCIJ) Member States". Archives of the League of Nations. مؤرشف من الأصل في 2010-06-03. اطلع عليه بتاريخ 2010-01-22.
44. ↑  Boyle 1985، صفحة 54
45. ↑  Hudson 1933، صفحة 1
46. ↑  Hudson 1934، صفحة 18
47. ↑  Hudson 1935، صفحة 1
48. ↑  Hudson (January 1936) p.1
49. ↑  Hudson 1939، صفحة 1
50. ↑  Hudson 1940، صفحة 1
51. ↑  Hudson 1938، صفحة 1
52. ↑  Hudson 1941، صفحة 1
53. ↑  Hudson 1941، صفحة 2
54. ↑  Hudson 1945، صفحة 1
55. ↑  Hudson 1957، صفحة 570
56. ↑  "The Moscow Conference, October 1943". avalon.law.yale.edu. مؤرشف من الأصل في 8 نيسـان 2009. اطلع عليه بتاريخ 2019-05-03. {{استشهاد ويب}}: تحقق من التاريخ في: |تاريخ أرشيف= (مساعدة)
57. ↑  Hudson 1957، صفحة 571
58. ↑  Hudson 1957، صفحة 569
59. ↑  Grandjean، Martin (2017). "Analisi e visualizzazioni delle reti in storia. L'esempio della cooperazione intellettuale della Società delle Nazioni". Memoria e Ricerca ع. 2: 371–393. DOI:10.14647/87204. مؤرشف من الأصل في 7 تشرين الثاني 2017. اطلع عليه بتاريخ 17 كانون الثاني 2021. {{استشهاد بدورية محكمة}}: تحقق من التاريخ في: |تاريخ الوصول= و|تاريخ أرشيف= (مساعدة) See also: French version نسخة محفوظة 7 تشرين الثاني 2017 على موقع واي باك مشين. (PDF) and English summary نسخة محفوظة 2 تشرين الثاني 2017 على موقع واي باك مشين..
60. ↑  Scott 1921، صفحة 556
61. ↑  Hudson 1930، صفحة 719
62. ↑  Moore 1922، صفحة 504
63. ↑  Scott 1921، صفحة 557
64. ↑  Scott 1921، صفحة 558
65. ↑  Moore 1922، صفحة 508
66. ↑  Moore 1922، صفحة 509
67. ↑  Hudson 1931، صفحة 21
68. ↑  Hudson 1931، صفحة 22
69. ↑  Hudson 1931، صفحة 23
70. 1 2  Moore 1922، صفحة 506
71. ↑  Moore 1922، صفحة 500
72. ↑  Moore 1922، صفحة 501
73. ↑  Hill 1931، صفحة 673
74. ↑  Hammarskjold 1927، صفحة 328
75. ↑  Moore 1922، صفحة 507
76. ↑  Hammarskjold 1927، صفحة 330
77. ↑  Hammarskjold 1927، صفحة 334
78. ↑  Hammarskjold 1927، صفحة 331
79. ↑  Goodrich 1938، صفحة 738
80. ↑  Goodrich 1938، صفحة 739
81. ↑  Goodrich 1938، صفحة 740
82. ↑  Hammarskjold 1927، صفحة 338
83. ↑  Hammarskjold (1927) p. 329
84. ↑  Hammarskjold (1927) p. 340
85. ↑  Hudson (January 1923) p. 17
86. ↑  Bustamante (1923) p. 132
87. ↑  Hammarskjold (1927) p. 341
88. ↑  Hudson 1929، صفحة 29
89. ↑  Hudson (1937) p. 15
90. ↑  Hudson (1932) p. 2
91. ↑  Hammarskjold (1927) p. 342
92. ↑  Hammarskjold (1927) p. 343
93. ↑  Hammarskjold (1927) p. 344
94. ↑  Hammarskjold (1927) p. 345
95. ↑  Hammarskjold (1927) p. 347
96. ↑  Hammarskjold (1927) p. 350
97. ↑  Hudson (July 1923) p.121
98. ↑  Hudson (January 1923) p.24
99. ↑  Hudson (July 1923) p.122
100. ↑  Jacoby 1936، صفحة 234
101. ↑  Jacoby 1936، صفحة 237

### المعلومات الكاملة للمراجع
- Accinelli, Robert D. "The Roosevelt Administration and the World Court Defeat, 1935." Historian 40.3 (1978): 463–478.
- Boyle، Francis Anthony (1985). World politics and international law. Duke University Press. ISBN:978-0-8223-0655-9.
- Bustamante Y Sirven، Antonio S. de (1923). "The Permanent Court of International Justice". Minnesota Law Review. University of Minnesota Law School ع. 9. ISSN:0026-5535.
- Dunne, Michael. "Isolationism of a Kind: Two Generations of World Court Historiography in the United States." Journal of American Studies 21#3 (1987): 327–351.
- Dunne, Michael.  The United States and the World Court, 1920–1935 (1988).
- Goodrich، Leland M. (1938). "The Nature of the Advisory Opinions of the Permanent Court of International Justice". The American Journal of International Law. American Society of International Law. ج. 32 ع. 4. ISSN:0002-9300.
- Hammarskjold، A. (1927). "Sidelights on the Permanent Court of International Justice". Harvard Law Review. ج. 25 ع. 4. ISSN:0026-2234.
- Hammarskjold، A. (1923). "The Early Work of the Permanent Court of International Justice". Michigan Law Review. ج. 36 ع. 6. ISSN:0017-811X.
- Hill، Norman L. (1931). "National Judges in the Permanent Court of International Justice". The American Journal of International Law. American Society of International Law. ج. 25 ع. 4. ISSN:0002-9300.
- Hudson، Manley O. (1922). "The Permanent Court of International Justice". Harvard Law Review. ج. 35 ع. 3. ISSN:0026-2234. JSTOR:1329614.
- Hudson، Manley O. (يناير 1923). "The First Year of the Permanent Court of International Justice". Harvard Law Review. ج. 17 ع. 1. ISSN:0017-811X.
- Hudson، Manley O. (يوليو 1923). "The Work and the Jurisdiction of the Permanent Court of International Justice". Proceedings of the Academy of Political Science in the City of New York. Academy of Political Science. ج. 10 ع. 3. ISSN:1548-7237.
- Hudson، Manley O. (1924). "The Second Year of the Permanent Court of International Justice". The American Journal of International Law. American Society of International Law. ج. 18 ع. 1. ISSN:0002-9300.
- Hudson، Manley O. (1925). "The Third Year of the Permanent Court of International Justice". The American Journal of International Law. American Society of International Law. ج. 19 ع. 1. ISSN:0002-9300.
- Hudson، Manley O. (1926). "The Fourth Year of the Permanent Court of International Justice". The American Journal of International Law. American Society of International Law. ج. 20 ع. 1. ISSN:0002-9300.
- Hudson، Manley O. (1927). "The Fifth Year of the Permanent Court of International Justice". The American Journal of International Law. American Society of International Law. ج. 21 ع. 1. ISSN:0002-9300.
- Hudson، Manley O. (1928). "The Sixth Year of the Permanent Court of International Justice". The American Journal of International Law. American Society of International Law. ج. 22 ع. 1. ISSN:0002-9300.
- Hudson، Manley O. (1929). "The Seventh Year of the Permanent Court of International Justice". The American Journal of International Law. American Society of International Law. ج. 23 ع. 1. ISSN:0002-9300.
- Hudson، Manley O. (يناير 1930). "The Eighth Year of the Permanent Court of International Justice". The American Journal of International Law. American Society of International Law. ج. 24 ع. 1. ISSN:0002-9300.
- Hudson، Manley O. (1930). "The Election of Members of the Permanent Court of International Justice". The American Journal of International Law. American Society of International Law. ج. 25 ع. 4. ISSN:0002-9300.
- Hudson، Manley O. (1931). "The Ninth Year of the Permanent Court of International Justice". The American Journal of International Law. American Society of International Law. ج. 25 ع. 1. ISSN:0002-9300.
- Hudson، Manley O. (1932). "The Tenth Year of the Permanent Court of International Justice". The American Journal of International Law. American Society of International Law. ج. 26 ع. 1. ISSN:0002-9300.
- Hudson، Manley O. (1933). "The Eleventh Year of the Permanent Court of International Justice". The American Journal of International Law. American Society of International Law. ج. 27 ع. 1. ISSN:0002-9300.
- Hudson، Manley O. (1934). "The Twelfth Year of the Permanent Court of International Justice". The American Journal of International Law. American Society of International Law. ج. 28 ع. 1. ISSN:0002-9300.
- Hudson، Manley O. (1935). "The Thirteenth Year of the Permanent Court of International Justice". The American Journal of International Law. American Society of International Law. ج. 29 ع. 1. ISSN:0002-9300.
- Hudson، Manley O. (يناير 1936). "The Fourteenth Year of the Permanent Court of International Justice". The American Journal of International Law. American Society of International Law. ج. 30 ع. 1. ISSN:0002-9300.
- Jacoby، Sidney B. (1936). "Some Aspects of the Jurisdiction of the Permanent Court of International Justice". The American Journal of International Law. American Society of International Law. ج. 30 ع. 2. ISSN:0002-9300.
- Hudson، Manley O. (1937). "The Fifteenth Year of the Permanent Court of International Justice". The American Journal of International Law. American Society of International Law. ج. 31 ع. 1. ISSN:0002-9300.
- Hudson، Manley O. (1938). "The Sixteenth Year of the Permanent Court of International Justice". The American Journal of International Law. American Society of International Law. ج. 32 ع. 1. ISSN:0002-9300.
- Hudson، Manley O. (1939). "The Seventeenth Year of the Permanent Court of International Justice". The American Journal of International Law. American Society of International Law. ج. 33 ع. 1. ISSN:0002-9300.
- Hudson، Manley O. (1940). "The Eighteenth Year of the Permanent Court of International Justice". The American Journal of International Law. American Society of International Law. ج. 34 ع. 1. ISSN:0002-9300.
- Hudson، Manley O. (1941). "The Nineteenth Year of the Permanent Court of International Justice". The American Journal of International Law. American Society of International Law. ج. 35 ع. 1. ISSN:0002-9300.
- Hudson، Manley O. (1945). "The Twenty-Third Year of the Permanent Court of International Justice". The American Journal of International Law. American Society of International Law. ج. 36 ع. 1. ISSN:0002-9300.
- Hudson، Manley O. (1957). "The Succession of the International Court of Justice to the Permanent Court of International". The American Journal of International Law. American Society of International Law. ج. 51 ع. 3. ISSN:0002-9300.
- Kahn, Gilbert N. "Presidential Passivity on a Nonsalient Issue: President Franklin D. Roosevelt and the 1935 World Court Fight." Diplomatic History 4.2 (1980): 137–160.
- Moore، John Bassett (1922). "The Organization of the Permanent Court of International Justice". Columbia Law Review. Columbia Law School. ج. 22 ع. 6. ISSN:0010-1958.
- Pomerance, Michla (1996). The United States and The World Court as a "Supreme Court of the Nations": Dreams, Illusions and Disillusion. Martinus Nijhoff. ص. 132–33. مؤرشف من الأصل في 2020-10-04.
- Scott، James Brown (1920). "A Permanent Court of International Justice". The American Journal of International Law. American Society of International Law. ج. 14 ع. 4. ISSN:0002-9300.
- Scott، James Brown (1921). "The Election of Judges for the Permanent Court of International Justice". The American Journal of International Law. American Society of International Law. ج. 15 ع. 4. ISSN:0002-9300.
- World Peace Foundation (1925). World Peace Foundation pamphlet series. World Peace Foundation. ج. 580. OCLC:426522229. {{استشهاد بدورية محكمة}}: الوسيط |title= غير موجود أو فارغ (مساعدة)